# Maciej Radziwiłł (ur. 1961)
Maciej Radziwiłł (ur. 22 lutego 1961 w Poznaniu) – polski manager, przedsiębiorca i działacz społeczny.

## Życiorys
Absolwent VI Liceum Ogólnokształcącego im. Tadeusza Reytana w Warszawie (1980), gdzie działał w 1 Warszawskiej Drużynie Harcerskiej  im. Romualda Traugutta „Czarna Jedynka”. W 1986 ukończył studia na Wydziale Filozofii i Socjologii Uniwersytetu Warszawskiego, a w 1994 studia magisterskie na Wydziale Zarządzania Uniwersytetu Warszawskiego. W tym samym roku podjął studia MBA na Uniwersytecie Illinois. Działacz KSS „KOR” w latach 1978–1980. 13 grudnia 1981 uczestnik akcji ukrycia papieru i sprzętu poligraficznego Ośrodka Badań Społecznych. Organizator składania książek w drugim obiegu od 1982 do 1987, w latach 1985–1987 został drukarzem w Niezależnej Oficynie Wydawniczej NOWa oraz w Tygodniku Mazowsze. Słuchacz seminariów Klubu imienia Jana Strzeleckiego, od 13 do 24 marca 1986 osadzony na krótko w areszcie w Białołęce, zwolniony w tym samym roku na mocy amnestii. W latach 1980–1981 pracownik Ośrodka Badań Społecznych NSZZ „Solidarność” Region Mazowsze. W latach 1986–1991 pracownik naukowy UW na Wydziale Filozofii i Socjologii. W 1991 zakończył karierę naukową na Uniwersytecie Warszawskim w związku z objęciem funkcji konsultanta w NBS Public Relations.

## Działalność biznesowa
Działalność biznesową rozpoczął w 1991, kiedy został zatrudniony jako konsultant w firmie NBS Public Relations. W firmie pracował do 1993, gdy został szefem Działu Analiz Creditanstalt Securities spółka akcyjna, w której pozostał do 1994. Od 1994 do 1995 był wiceprezesem spółki bankowej Credit Suisse First Boston Polska, natomiast od 1996 do 1998 pracował jako dyrektor do spraw analiz finansowych w Union Bank of Switzerland. W latach 1998–2002 prezes zarządu w firmie Cresco Financial Advisors. Od 2002 aż do 2012 związany z Trakcją Polska, którą przekształcił w spółkę Trakcja Tiltra. W grudniu 2016 został członkiem Zarządu Fundacji Książąt Czartoryskich.

## Odznaczenia
- Krzyż Komandorski Orderu Odrodzenia Polski (2008)[6]
- „Zasłużony Działacz Kultury” (1999)
- Krzyż Oficerski Orderu „Za zasługi dla Litwy" (Litwa; 2019)[7]
- Medal „Za owocną pracę na rzecz Białorusi” (Zjednoczony Gabinet Przejściowy Białorusi, 2025)[8]

## Rodzina
Wywodzi się z rodziny szlacheckiej pieczętującej się herbem Trąby. Jest wnukiem Konstantego Mikołaja Radziwiłła, właściciela Zegrza, synem Alberta Hieronima i Anny Marii z Czartoryskich, bratem Konstantego i kuzynem Dominika.